# Alfred Weber

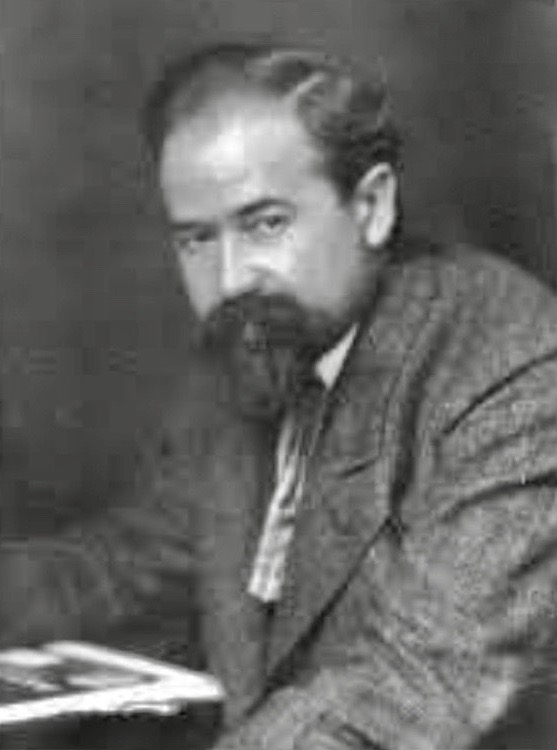
Alfred Weber, 1909

Carl David Alfred Weber (* 30. Juli 1868 in Erfurt; † 2. Mai 1958 in Heidelberg) war ein deutscher Nationalökonom und Soziologe. Er lehrte an der deutschen Universität Prag (1904–1907) und an der Universität Heidelberg (1908–1933 und 1945–1958).
Weber stand für eine freiheitlich-demokratische und sozialpolitische Kontinuität vom Kaiserreich zur Bundesrepublik. In seiner Kultursoziologie untersuchte er die Veränderungen der menschlichen Persönlichkeit in der historischen Spannung zwischen Herrschaft und Freiheit. Den Menschen sah er als ein „zur Freiheit bestimmtes Wesen“ an und wollte ihn von den ökonomischen, sozialen und politischen Zwängen des modernen Lebens in Staat und Industrie befreien und ihm eine kreative Selbstverwirklichung in der beruflichen Sphäre ermöglichen. Daher setzte er sich schon im Kaiserreich für die Emanzipation der Arbeiterklasse ein und forderte eine Humanisierung der Arbeitswelt, ab 1946 auch eine erweiterte Mitbestimmung der Arbeiter. In derselben Zeit forderte er eine demokratisch orientierte Erziehung, die er an der Universität Heidelberg auch praktisch durch seine emanzipatorische Hochschuldidaktik förderte. Nach den Erfahrungen der NS-Zeit warnte er vor dem sog. „Vierten Menschen“, der im totalitären Staat die unmenschlichsten Befehle befolgt und in der Wirtschaft die Arbeiter feuert und die Umwelt ruiniert.
In einem „gelebten soziologischen Denken“ (Richard Bräu) kämpfte Weber 1919 gegen den Spartakusaufstand, propagierte 1925 das angelsächsische Konzept der repräsentativen Demokratie, rekrutierte als bekennender Philosemit zahlreiche jüdische Lehrkräfte und agitierte gegen die Nationalsozialisten. 1933 ging er in die innere Emigration und schloss sich später einem lokalen Widerstandskreis an. Nach 1945 sorgte er für die Entnazifizierung der Heidelberger Universität.
Im wirtschaftlichen Bereich warb Weber nach 1945 für den „Freien Sozialismus“ als einen dritten Weg zwischen Kapitalismus und Sozialismus. Nach den Gesetzen seiner industriellen Standorttheorie propagierte er wiederholt eine wirtschaftliche Integration Europas, die schließlich in Montanunion und EWG (später EU) realisiert wurde. In der deutschen Frage kämpfte er gegen Separatfrieden und Spaltung Deutschlands und propagierte vergeblich eine Wiedervereinigung und Neutralisierung Deutschlands.

## Leben

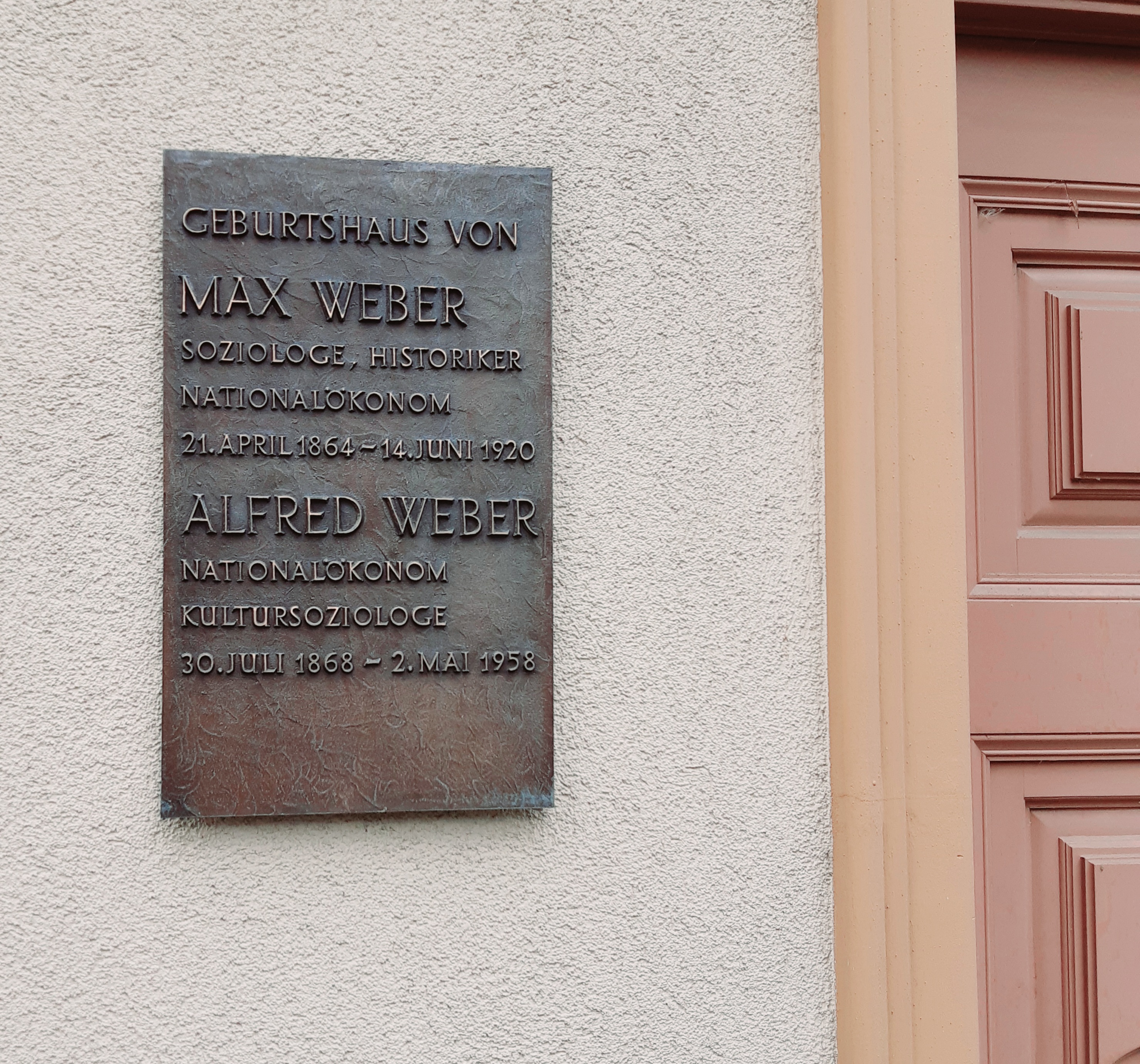
Gedenktafel an Webers Geburtshaus, heute Juri-Gagarin-Ring 10 in Erfurt

### Deutsches Kaiserreich / Österreich/Ungarn

#### Kindheit und Studium
1868 in Erfurt geboren, wuchs er in Charlottenburg bei Berlin auf (heute Berlin-Charlottenburg). Sein Vater war der nationalliberale Politiker Max Weber senior (1836–1897), Stadtrat in Berlin und zeitweilig Abgeordneter im Reichstag und im Preußischen Abgeordnetenhaus, seine Mutter Helene geb. Fallenstein (1844–1919) war eine tiefreligiöse Calvinistin, die sich besonders für soziale Probleme interessierte und später in der städtischen Sozialfürsorge tätig war. In der Schule war Alfred Weber zunächst ziemlich mittelmäßig, verbesserte sich aber in den oberen Klassen erheblich. Er interessierte sich für Kulturgeschichte und Literatur und las vor allem Goethe und griechische Schriftsteller wie Homer, Thukydides und Platon. Sein älterer Bruder Max Weber (1864–1920) förderte und beriet ihn dabei, doch war ihr Verhältnis nicht immer harmonisch. Nach seinem Abitur 1888 am Kaiserin-Augusta-Gymnasium in Charlottenburg studierte Weber an der Universität Bonn Archäologie und Kunstgeschichte, belegte aber auch Vorlesungen in Jura und Nationalökonomie. 1889 ging er nach Tübingen und wechselte offiziell zur Rechtswissenschaft, schloss sich auch der Studentenverbindung A.V. Igel Tübingen an. Allerdings litt er in diesem Semester unter schweren Depressionen, die erst 1889/1890 durch seinen Militärdienst als Einjährig-Freiwilliger verschwanden. Von 1890 bis 1892 setzte er sein Studium in Berlin fort und bestand im August 1892 sein erstes juristisches Staatsexamen. Anschließend absolvierte er eine vierjährige Referendarausbildung und schrieb gleichzeitig bei dem Nationalökonomen Gustav Schmoller seine Dissertation über „Hausindustrielle Gesetzgebung und Sweating-System in der Konfektionsindustrie“. Im März 1897 wurde er mit der etwas enttäuschenden Note cum laude zum Doktor der Philosophie promoviert, im Juli bestand er das zweite juristische Staatsexamen. Anschließend publizierte er die Dissertation und acht weitere Aufsätze über die Hausindustrie, die 1900 von der aus Schmoller und Max Sering bestehenden Kommission der Berliner Universität als Habilitation akzeptiert wurden. Am 24. November 1900 hielt er seine Antrittsvorlesung über die Hausindustrie und unterrichtete anschließend vier Jahre lang als Privatdozent.

#### Universitätslaufbahn und politisches Engagement

##### An der Deutschen Karls-Universität in Prag
1904 wurde Weber an die deutsche Karl-Ferdinands-Universität in Prag berufen, wo vor allem Studenten aus der deutsch-jüdischen Elite der Stadt zu seinen Vorlesungen kamen. Seine wichtigsten Schüler waren Arthur Salz, der bei ihm habilitierte und ihm später nach Heidelberg folgte, sowie Max Brod, der ihn in seiner Autobiographie ausführlich würdigte. Franz Kafka wurde allerdings nur zufällig unter seiner Leitung promoviert.
In Prag kam es zu der Zeit immer wieder zu heftigen Auseinandersetzungen zwischen den Tschechen und der deutschen Minderheit, die bis 1910 auf 7 % schrumpfte, und Weber engagierte sich in der böhmischen Politik zu Gunsten der Tschechen. Er war eng mit dem späteren tschechischen Staatspräsidenten Tomáš Masaryk befreundet, der damals an der tschechischen Universität Prag lehrte, und unterstützte dessen Forderung, den österreichisch-ungarischen Dualismus durch die gleichberechtigte Aufnahme der Slawen zu einer Triarchie zu erweitern. Gleichzeitig propagierte er in Zusammenarbeit mit jungen böhmischen Liberalen die Ersetzung des die Deutschen bevorzugenden Privilegienwahlrechts durch ein allgemeines gleiches Wahlrecht. Schließlich unterstützte er den Vorschlag, Böhmen zu teilen und die Deutschen im Sudetenland zu konzentrieren. Er engagierte sich auch im „Verein Freie Schule“, der den Klerikalismus im österreichischen Schulwesen bekämpfte und organisierte als Vorsitzender der Prager Sektion einschlägige Demonstrationen.

##### An der Universität Heidelberg
1907 wurde Weber auf einen nationalökonomischen Lehrstuhl an der Universität Heidelberg berufen. Heidelberg wurde für Weber zum Schicksal. Hier lebte und lehrte er fünfzig Jahre lang und konnte im sog. Heidelberger „ewigen Gespräch“, d. h. in einem ständigen Austausch mit Freunden, Kollegen und Studenten sein geistiges Potential voll entwickeln. Zu ihnen gehörten die Nationalökonomen Eberhard Gothein, Emil Lederer und Edgar Salin, der Literaturwissenschaftler Friedrich Gundolf, der Historiker Karl Ludwig Hampe, der Archäologe Ludwig Curtius, der Romanist Ernst Robert Curtius und der Philosoph Karl Jaspers, aber auch Naturwissenschaftler wie die Biologen Georg Klebs und Hans Driesch. Gleichzeitig baute er auch ein politisches Netzwerk auf, zum Teil aus ehemaligen Schülern, die er fast strategisch in preußischen Ministerien, in Verlagen und überregionalen Zeitungen platzierte. So fand er für wissenschaftliche und institutionelle Projekten leicht die nötige Unterstützung. In den Zwanziger Jahren beschaffte er sich über ein finanzielles Netzwerk von Bankiers und Fabrikanten umfangreiche Drittmittel für sein Institut. Da die Künstler in Webers Kultursoziologie eine wichtige Rolle spielten, bemühte er sich auch um literarische Kontakte, die manchmal wie zu Hugo von Hofmannsthal und Ernst Jünger eher sporadisch waren, sich in anderen Fällen wie zu Max Brod, Thomas Mann und Hermann Graf Keyserling über mehrere Jahrzehnte erstreckten.
Wissenschaftlich schloss Weber 1908 seine bereits in Prag begonnene Arbeit zur Theorie des industriellen Standorts ab und wurde dadurch zu einem der Begründer der Industriellen Standortlehre. Wenn er auch in Forschung und Lehre sowie bei der Betreuung von Dissertationen weiterhin wirtschaftliche und soziale Probleme analysierte, so interessierte er sich ab 1909 unter dem Einfluss der Kulturpessimisten aus dem George-Kreis sowie der Lebensphilosophie Henri Bergsons mehr für kulturelle Aspekte, die er soziologisch zu analysieren versuchte.
Weber war ein engagierter akademischer Lehrer und vertrat eine emanzipatorische Hochschuldidaktik, die an zeitgenössischen Schulreformen orientiert war und dem pädagogischen Leitbild der Jugendbewegung folgte. Er war mit den Reformpädagogen Hermann Luserke, Kurt Hahn und insbesondere Gustav Wyneken befreundet, in dessen Internat „Die freie Schulgemeinde“ die Schüler gleichberechtigte Partner des Lehrers waren und sich den Lehrstoff selbständig erarbeiteten. Weber bewunderte Wynekens pädagogischen Ansatz und bemühte sich, durch die Aufwertung der seminaristischen Lehrmethode im Hochschulbetrieb eine ähnliche Konzeption durchzusetzen. So verspottete er den traditionellen Durchschnittsprofessor als „eine griesgrämige müde Maschine, die vom Katheder herunter Weisheit träufelt“ und ersetzte das in den Vorlesungen praktizierte autoritäre „Prinzip der reinen Wortgläubigkeit“ durch das emanzipatorische „diskutative Prinzip“ des Seminars. Seine pädagogisch-didaktische Konzeption verwirklichte Weber nicht nur in seinen Seminaren, sondern auch in den „Soziologischen Diskussionsabenden“ des nationalökonomischen Instituts, in denen Professoren und Studenten aller Fakultäten gemeinsam aktuelle Probleme und wissenschaftliche Neuerscheinungen erörterten.

##### Im Verein für Sozialpolitik
1897 wurde Alfred Weber Mitglied des Vereins für Sozialpolitik an, der zahlreiche Untersuchungen über die soziale Lage der deutschen Arbeiterschaft organisierte. Auf Grund seiner Arbeiten zur Hausindustrie koordinierte er bis 1899 die Arbeiten einer Kommission des Vereins zum gleichen Thema. Im Jahre 1905 organisierte er gemeinsam mit Gustav Schmoller und Eugen von Philippovich den Kongress über das Verhältnis zwischen Staat und Kartellen. 1907 regte er eine Untersuchung des Vereins über „Auslese und Anpassung (Berufswahl und Berufsschicksal) der Arbeiterschaft in der geschlossenen Großindustrie“ an, die inzwischen als „Beginn systematischer empirischer Sozialforschung im Betrieb“ angesehen wird. Dafür konzipierte er einschlägige Fragebögen sowie einen Arbeitsplan und leitete gemeinsam mit Gustav Schmoller und Heinrich Herkner die Untersuchungen. Gleichzeitig reichte auch Max Weber eine Denkschrift „Erhebungen über Auslese und Anpassung (Berufswahl und Berufsschicksal) der Arbeiterschaft der geschlossenen Großindustrie“ ein, die die 15 Bearbeiter zusätzlich berücksichtigen sollten. 1909 kritisierte Alfred gemeinsam mit Max Weber die staatsfreundliche Einstellung seiner Kollegen im Verein und die zunehmende Bürokratisierung in Deutschland.

#### Im Ersten Weltkrieg
Im August 1914 meldete sich Weber trotz seines Alters freiwillig und kämpfte bis Mai 1916 als Hauptmann an der Elsässischen Front. In dieser Zeit veröffentlichte er eine Propagandabroschüre über Deutschlands strategische Position nach dem Krieg und redigierte eine Kriegszieldenkschrift über die Errichtung Mitteleuropas, eines föderalen Zusammenschlusses selbständiger Staaten unter Deutschlands Hegemonie, der von Westrussland bis zum Balkan reichen sollte. Er sandte das Dokument an mehrere Reichstagsabgeordnete und organisierte mit ihnen in Berlin drei Kriegszielkonferenzen, konnte aber keine gemeinsamen Beschlüsse erreichen.
Im Mai 1916, unbefriedigt von dem monotonen Leben in den Schützengräben, wurde er Referent im Reichsschatzamt in Berlin, wo er sich bald für die praktische Realisierung Mitteleuropas einsetzte. In Zusammenarbeit mit dem deutschbaltischen Baron Friedrich von der Ropp (1879–1964), dem Leiter der Propagandaorganisation „Liga der Fremdvölker Russlands“, und mit Ermächtigung des Auswärtigen Amtes mobilisierte er polnische und litauische Aktivisten sowie deutsche Politiker für die Errichtung Polens und Litauens als deutsche Satellitenstaaten. Nach der Errichtung des Königreichs Polen am 5. November 1916 konzentrierte er sich auf Litauen. Am 30. November 1917 gründete er gemeinsam mit Ropp, dem einflussreichen Reichstagsabgeordneten der Zentrumspartei, Matthias Erzberger (1875–1921), und zahlreichen anderen Politikern, Bankiers und Professoren die Deutsch-Litauische Gesellschaft und wurde ihr Vizepräsident. Die Hauptaufgabe dieser Vereinigung und ihrer Zeitung Das Neue Litauen (DNL) war, die Litauenpolitik des Reichskanzlers Theobald von Bethmann Hollweg zu unterstützen und die öffentliche Meinung in Deutschland und Litauen für die Errichtung eines selbständigen Staates Litauen unter deutscher Kontrolle zu gewinnen. In Artikeln im DNL und durch persönliche Gespräche befürwortete er diesen Kompromiss zwischen einer Annexion, wie sie deutsche Militärs wünschten und völliger Unabhängigkeit des Landes, auf der linksgerichtete litauische Politiker bestanden. Unter deutschem Druck musste schließlich die Opposition in Litauen nachgeben, und am 3. März 1918 wurde ein selbständiger litauischer Staat mit engen Bindungen an Deutschland proklamiert.
Ein paar Monate später aber ging der Traum von Mitteleuropa zu Ende. Am 21. März 1918 begann General Ludendorff einen Großangriff an der Westfront, der nach einer Gegenoffensive der Alliierten zum Rückzug der deutschen Truppen und schließlich zur Kapitulation Deutschlands führte, die als Bitte um Waffenstillstand bemäntelt wurde. Infolgedessen wurden Litauen und Polen unabhängige Staaten. Weber hatte bereits im Dezember 1917 Zweifel an Ludendorffs riskantem Angriffsprojekt geäußert und sich einem Kreis um den Prinzen Max von Baden angeschlossen, der Ludendorff von der Offensive abbringen wollte und sich um einen Separatfrieden mit Großbritannien bemühte. Diese Initiative scheiterte.

### Weimarer Republik

#### In der Deutschen Demokratischen Partei und im Spartakusaufstand
Im November 1918 gründete Alfred Weber gemeinsam mit dem Chefredakteur des Berliner Tageblatts, Theodor Wolff, die linksliberale Deutsche Demokratische Partei (DDP) und übernahm den provisorischen Vorsitz. Er leitete den Geschäftsführenden Ausschuss sowie das Parteibüro und versuchte, die politische Macht in unabhängige Aktionsabteilungen zu verlagern. Da er sich aber nicht regelmäßig um den Parteiapparat kümmerte, schoben sich die alten Parteipolitiker wieder in den Vordergrund, und Weber wurde schließlich auf Grund eines politischen Schnitzers Ende Dezember 1918 aus der Führung der Partei eliminiert. Er blieb aber Mitglied der Partei bis zu ihrer Auflösung 1934, engagierte sich aber nur noch in Reden und Zeitungsaufsätzen. Im Januar 1919 beteiligte er sich aktiv an der Niederschlagung des Spartakusaufstandes: Dabei traf er auch mit dem Volksbeauftragten für das Heer, Gustav Noske, zusammen und warb vor allem freiwillige Kämpfer, insbesondere Studenten der Berliner Technischen Hochschule. Nach diesen dramatischen Anfängen zog sich Weber wieder auf seine Aufgaben an der Universität Heidelberg zurück.

#### Als Mandarin und Wissenschaftsorganisator
In seinem äußeren Auftreten war Alfred Weber eigentlich ein altmodischer „Geheimrat“, der sich in den Zwanziger Jahren, aber selbst noch nach 1945, mit Bart, Monokel und Taschenuhr bewusst an der Kaiserzeit orientierte. Trotzdem vertrat er unkonventionelle Ansichten, bezeichnete Religion als „Rattengift“, trat aus der Kirche aus, bekannte sich öffentlich zu einer an der Lebensphilosophie orientierten Sittlichkeit mit „freier Liebe“ und begann schließlich ein permanentes Verhältnis mit einer verheirateten Frau. Gleichzeitig meisterte er erfolgreich alle praktischen Probleme von der Hyperinflation im Jahre 1923 bis zur Versorgungskrise nach 1945 und wurde in den Zwanziger Jahren zum Prototyp des machtbewussten Mandarins. Nach der Emeritierung Eberhard Gotheins 1923 leitete er das nationalökonomische Institut, bald in „Institut für Staats- und Sozialwissenschaften“ (InSoSta) umbenannt, bürdete aber die Verwaltung Mitarbeitern auf. Bei seinen Projekten erlangte er die Unterstützung der jeweiligen badischen Kultusminister Adam Remmele und Viktor Schwoerer und verschaffte sich in der Fakultät eine nicht unbeträchtliche Hausmacht, die ihn 1925 sogar für die Position des Rektors nominieren wollte. Sein Machtkapital erlaubte ihm, bei Habilitationen vor allem gute Freunde und Schüler, und bei Berufungen sogar unico loco, zu protegieren.
Auch bei der ökonomischen Verwertung seines wissenschaftlichen Kapitals hatte er sehr großen Erfolg. Auf Grund eines durch seinen Studenten Carl Joachim Friedrich vermittelten Angebot des amerikanischen International Education Board kam es zu einem Studentenaustausch zwischen Heidelberg und amerikanischen Universitäten, der 1924 als „Heidelberger Akademischer Austauschdienst“ institutionalisiert, 1925 nach Berlin verlegt und später in „Deutscher Akademischer Austauschdienst“ (DAAD) umbenannt wurde. Auf Grund einer Initiative südwestdeutscher Zeitungsverleger konnte Weber mit finanzieller Unterstützung Adam Remmeles, des Reichsinnenministers Wilhelm Külz und des Auswärtigen Amtes am 14. Mai 1927 ein Zeitungswissenschaftliches Institut errichten, das unter seiner Leitung eng mit dem InSoSta verbunden wurde. Ende Juli 1927 gründete Weber gemeinsam mit Freunden und ehemaligen Studenten die „Studien- und Förderungsgesellschaft“ des InSoSta, die vor allem Drittmittel einwarb, z. B. im Haushaltsjahr 1928/29 12.000 Reichsmark. Da die finanzielle Seite eine so wichtige Rolle spielte, waren im Vorstand der Gesellschaft neben den Professoren des InSoSta vor allem Fabrikanten und Bankiers vertreten. Großzügige Spender belohnte Weber mit Ehrendoktorhüten, so etwa den Direktor der Darmstädter und Nationalbank Berlin, Jakob Goldschmidt, der insgesamt 100.000 Reichsmark überwies. Ende 1928, Anfang 1929 beantragte Weber bei der Rockefeller-Stiftung die Finanzierung eines mehrjährigen Forschungsprogramms über „Das Wirtschaftsschicksal Europas“ und erhielt schließlich bis 1937 einen Zuschuss in Höhe von jährlich 50.000 Reichsmark.
Christian Jansen hat das InSoSta das „Institut der Außenseiter“ getauft. In der Tat waren Juden, Linksliberale und Sozialisten überdurchschnittlich vertreten. Das lag sicher daran, dass Weber, aber auch Gothein, in Deutschland nicht nur in der Nationalökonomie, sondern auch in Politik und Weltanschauung als militante Liberale und ausgesprochene Philosemiten selbst Außenseiter waren. Weber bewunderte die Juden wegen ihrer geistigen und kulturellen Überlegenheit und wird noch 1957, ein Jahr vor seinem Tod, in einem ausführlichen Aufsatz die geistigen Großtaten der Juden in Philosophie (Marx, Bergson), Medizin (Freud), Physik (Einstein) und in der Wirtschaft (Emil und Walther Rathenau, Albert Ballin) analysieren. Dem virulenten Antisemitismus an der Heidelberger Universität trat er energisch entgegen und betrieb eine ausgesprochen philosemitische Berufungs- und Habilitationspolitik. Er berief jüdische Gelehrte an das InSoSta und setzte gegen schärfsten Widerstand in der Fakultät die Habilitation jüdischer Schüler wie Karl Mannheim und Jacob Marschak durch. Im Zeitraum von 1919 bis 1933 waren von insgesamt 21 Lehrkräften an Webers Institut zehn Konfessionsjuden oder getaufte Juden. Allerdings gehörten sie außer Gumbel alle zu seinem akademischen und persönlichen Netzwerk, Außenseiter wie zum Beispiel Walter Benjamin und Norbert Elias hatten im „Institut der Außenseiter“ genauso wenig Chancen wie anderswo auch. Trotzdem war ein so hoher Prozentsatz von Juden an einer deutschen Hochschule einmalig. Selbst in Heidelberg betrug er durchschnittlich 17 %, in ganz Deutschland 14 %. An der Universität Tübingen lehrte zum Beispiel kein einziger Jude. Allerdings musste Weber schließlich gegen den jüdischen Privatdozenten Gumbel eine harte Linie verfechten, nicht weil dieser Jude und Sozialdemokrat war, sondern weil Weber wegen dessen wiederholter Provokationen in Fakultät und Öffentlichkeit zunehmend unter Druck geriet.
In Forschung und Lehre verhielt sich Weber ganz sozialintegrativ und ließ Kollegen, Mitarbeitern und Studenten freie Hand und ermutigte sogar ihre spezifischen Forschungsinteressen, auch dann, wenn sie seiner eigenen Methode nicht entsprachen. Dies lässt sich detailliert an seinem Verhältnis zu Karl Mannheim nachweisen. Neben Mannheim und Marschak gehörten zu seinen wichtigsten Schülern der Zwanziger Jahre die späteren Universitätsprofessoren Erich Fromm, Carl Joachim Friedrich, Edgar Salin, Arnold Bergstraesser, Dolf Sternberger, Richard Löwenthal, Erich von Kahler, Georg F. Hallgarten, Ernst Wilhelm Eschmann, Jürgen Kuczynski, Hermann Mitgau, Heinrich Taut, Alexander von Schelting, Karl Loewenstein, Arthur Salz, die Journalisten Carlo Mierendorff, Arthur Feiler, Herbert von Borch, Helmut Cron, Theodor Haubach, Felix E. Hirsch, Karl Ackermann, der Journalist und Professor Hans Heinrich Gerth, die Schriftsteller Carl Zuckmayer und Golo Mann, die Verleger Henry Goverts und Peter Diedrichs.
Wissenschaftlich veröffentlichte Weber zwar mehrere theoretische Aufsätze über seine kultursoziologische Methode, aber gab nur ein einziges Beispiel für einen konkreten Fall: „Das alte Ägypten und Babylonien. Ein Beispiel der Anwendung der Methode“. Dafür publizierte er 1925 ein umfangreiches Werk über die politische Willensbildung in der Demokratie, das der führende Staatsrechtler der Bundesrepublik, Theodor Eschenburg, 1995 als die „optimale Lösung des demokratischen Problems“ bezeichnet hat.

#### Der Kampf gegen die Nationalsozialisten
In diesem Buch wie auch in seinen Reden bekannte sich Weber vorbehaltlos zu Demokratie und Republik und warnte mehrfach öffentlich vor den Gefahren einer nationalsozialistischen Übernahme in Deutschland. Trotz persönlicher Sympathien für Mussolini, den er in Rom persönlich kennen lernte, lehnte er auch das faschistische Herrschaftssystem ab und kritisierte in seinem Vortrag auf dem faschistischen Voltakongress 1932 indirekt die beginnende Militarisierung der italienischen Gesellschaft, indem er vor „neuem Kriegertum“ warnte und vor der Vernichtung Europas durch einen Krieg.

### NS-Regime

#### Innere Emigration und Widerstand
Bald nach der Machtergreifung des NS-Regimes engagierte sich Weber in einem Widerstand der ersten Stunde. Als nach der gewonnenen Reichstagswahl am 8. März 1933 SA und Stahlhelm an öffentlichen Gebäuden in Heidelberg u. a. am InSoSta, Hakenkreuzfahnen und schwarzweißrote Fahnen hissten, protestierte er öffentlich gegen diesen Verfassungsbruch und ließ trotz eines tobenden SA-Mobs die Hakenkreuzfahne von seinem Institut durch die Polizei entfernen. Allerdings war die Gleichschaltung der Universität durch solch isolierte Aktionen nicht aufzuhalten, und Weber zog die Konsequenzen: Im April 1933 ließ er sich für das Sommersemester 1933 beurlauben und anschließend vorzeitig emeritieren.
In der Folge wurde Weber zwar vom NS-Regime überwacht, blieb zu seinem eigenen Erstaunen aber völlig ungeschoren. Der Grund war wohl folgender: In ihrer Hasskampagne gegen Weber im März 1933 hatte das NS-Organ Volksgemeinschaft Weber angegriffen und ihn gefragt, ob er beim Spartakusaufstand 1919 auch gegen die Fahnenhissungen protestiert habe. Weber antwortete darauf, er habe Wichtigeres zu tun gehabt: „Ich habe mich damals in Berlin vom ersten Tage an mit Einsatz meiner ganzen Person an der Bildung der Freikorps gegen den Spartakistenaufstand beteiligt.“ Dies war zumindest für die Berliner NS-Führung ein schlagendes Argument. Auch Gustav Noske, der 1919 den Spartakusaufstand niederschlug, wurde unter ausdrücklichem Hinweis auf dieses Verdienst nach 1933 als einziger prominenter Sozialdemokrat vom NS-Regime verschont und erhielt ebenfalls seine Beamtenpension.
Webers Institut und seine Schule der Kultursoziologie, die den Nazis wegen ihrer zeitdiagnostischen Orientierung ein besonderer Stein des Anstoßes war, wurden vom NS-Regime sofort abgewickelt. Seine jüdischen Mitarbeiter fielen den einschlägigen Gesetzen zum Opfer und gingen ins Exil. Seinen Schülern, die sich habilitieren wollten, wurde zwar nicht die Habilitation, wohl aber die anschließende Privatdozentur untersagt; andere verzichteten unter diesen Umständen ganz auf eine Universitätskarriere. Webers kultursoziologisches Hauptwerk Kulturgeschichte als Kultursoziologie wurde von deutschen Verlagen explizit aus politischen Gründen abgelehnt und erschien 1935 in den Niederlanden.
Dennoch leistete Weber im Rahmen seiner Möglichkeiten Widerstand und spielte mehrmals den NS-Kontrollapparat aus. Er reiste zu Emigranten wie Thomas Mann in Zürich und dem jüdischen Redakteur Richard Friedenthal in Rom und informierte sie über die Sicherheitsmaßnahmen des NS-Regimes in Deutschland. Im Juli 1933 erklärte er sich bereit, den als kommunistischen Agitator bereits zeitweise von der Gestapo verhafteten Heinrich Taut zu promovieren. Als Taut daraufhin wegen „staatsfeindlicher Tätigkeit“ von allen deutschen Universitäten relegiert wurde, schickte Weber ihn nach Basel und ließ ihn dort von seinem Schüler Edgar Salin promovieren. Er veröffentlichte seinen Briefwechsel mit Max Brod in der Kölnischen Zeitung und entging dem NS-Publikationsverbot, indem er den Namen seines jüdischen Briefpartners nicht nannte. Als ihn Hans Frank, der nationalsozialistische Gouverneur von Polen, 1944 um einen Gedenkartikel über Max Weber bat, lehnte er dieses Ansinnen höflich ab.
1943/44 gehörte er zu einem lokalen Widerstandsnetz, das sein früherer Schüler Emil Henk, Funktionär der illegalen SPD, im Raum zwischen Kassel und Heidelberg aufgebaut hatte. Er hielt mit Henk sowie mit seinen früheren Schülern Carlo Mierendorff und Theo Haubach vom Kreisauer Kreis in seiner Wohnung konspirative Treffen ab, bei denen das Attentat vom 20. Juli 1944 auf Hitler und die politische Neuordnung Deutschlands nach dem Krieg besprochen wurden.

### Nachkriegszeit
(Quelle: )

#### Für die demokratische Neuordnung Deutschlands
Nach dem Krieg bekannte sich Alfred Weber zu seiner Mitschuld am Triumph des Nationalsozialismus und erklärte: „Wir, die Mitglieder dieser älteren Generation [...] hätten das verhindern können und müssen, was geschehen ist.“
Um eine Wiederkehr nationalsozialistischer Bestrebungen in Deutschland zu verhindern und die Weichen für eine demokratische Neuordnung zu stellen, stürzte sich Weber trotz seines fortgeschrittenen Alters – er wurde im Juli 1945 immerhin 77 Jahre alt – mit jugendlicher Leidenschaft wieder in die Politik. Da er als „Democrat and reported Non-Nazi“ auf der „weißen Liste“ der amerikanischen Militärregierung stand, wurden seine politischen Initiativen von ihr unterstützt und er sogar um Personalvorschläge für Regierungsposten gebeten. So beriet er gemeinsam mit Karl Jaspers die Amerikaner bei der am 10. Mai erfolgten Bildung der ersten provisorischen Regierung in der Pfalz, d. h. des sog. „Oberpräsidiums“ in der zunächst von ihnen besetzten Westmark-Südhessen, das allerdings im Juli wegen der Übergabe des Gebiets an die französische Besatzungsmacht wieder aufgelöst wurde. Auch Karl Geiler verdankte seine Ernennung zum Ministerpräsidenten von Groß-Hessen der Empfehlung Alfred Webers. Im Herbst 1945 gab er zusammen mit Karl Jaspers und anderen eine neue kulturpolitische Zeitschrift, Die Wandlung, heraus und trat in die SPD ein. Im November 1946 gründete er gemeinsam mit politischen Freunden die „Heidelberger Aktionsgruppe zur Demokratie und zum Freien Sozialismus“, eine Art „Bürgerinitiative“, die zunächst das vom Parlamentarischen Rat eingeführte Verhältniswahlrecht bekämpfte und später die Spaltung Deutschlands zu verhindern suchte.
Am wichtigsten aber erschien Weber die Schaffung eines neuen demokratisch orientierten Menschen. Bereits in seinem ersten Aufsatz nach dem Krieg schrieb er: „Unsere Aufgabe ist Umwandlung des deutschen Massenmenschen aus einem geduldig gehorsamen Massentier in einen Typus der Zusammenordnung charakterlich selbständiger, aufrechter, selbstbewußter, auf ihre Freiheitsrechte eifersüchtiger Menschen.“ Im Frühjahr 1946 veröffentlichte er gemeinsam mit dem Psychoanalytiker Alexander Mitscherlich die Programmschrift „Freier Sozialismus“, in der er nicht nur einen dritten Weg zwischen Kapitalismus und Sozialismus propagierte, sondern auch eine demokratische Erziehung forderte, die Freiheitsliebe, Selbstverantwortlichkeit und Urteilsfähigkeit fördern sollte. Einen wichtigen Weg dazu sah er in der politischen Bildung des deutschen Volkes, insbesondere der Studenten und stellte 1947 auf dem Deutschen Studententag ein Programm dazu vor. Ab 1949 setzte er sich mehrfach für die Schaffung von Instituten der Politischen Wissenschaft an den deutschen Hochschulen ein, forderte sogar eine obligatorische politologische Zusatzausbildung für alle Studenten und beeinflusste auch ihre theoretische Konzeption u. a. über seinen Schüler Arnold Bergstraesser, der ab 1954 Ordinarius für dieses Fach an der Universität Freiburg war. In Anerkennung seiner Verdienste wurde er im Februar 1951 auf dem Gründungskongress der „Deutschen Vereinigung für die Wissenschaft von der Politik“ zu ihrem Ehrenpräsidenten gewählt.
In dieser politologischen Erziehung engagierte er sich selbst: nach der Wiedereröffnung der Universität Heidelberg im Wintersemester 1945/46 nahm er seine 1933 abgebrochenen Lehrveranstaltungen wieder auf und setzte sie bis kurz vor seinem Tode im Jahre 1958 fort. Er behandelte vor allem aktuelle Tagesfragen wie „Demokratie und Sozialismus“ oder „Probleme der Bewußtseinssituation in der BRD“, wandte sich in den letzten Jahren mehr China und Südostasien zu, weil er davon überzeugt war, dass das „Zentrum der Weltereignisse“ sich bald in den Fernen Osten verlagern würde. Dabei perfektionierte er seine schon erwähnte „diskutative“ Lehrmethode, die Initiative und Kritikfähigkeit der Studenten entwickeln und so einen neuen demokratischen Menschentypus hervorbringen sollte. Viele Studenten erinnerten sich auch später noch dankbar an Webers emanzipatorische Didaktik, die ihnen dazu verhalf, sich in der Politik, in Medien und an der Universität für freiheitliche Tendenzen einzusetzen. Zu ihnen gehörten die Universitätsprofessoren Harry Pross, Helge Pross, Wolfgang Hirsch-Weber, Rudolf Wildenmann, Rupert Breitling, Erwin Faul, Hans-Joachim Arndt, Beate Riesterer, Horst Reimann, Martinus Emge, Erika Spiegel, Reinhart Koselleck (Geschichte); die Redakteure und Publizisten Herbert von Borch, Hans Heigert, Bruno Dechamps, Gert Kalow, Heinz Hund, Emil Obermann, Brigitte Granzow; die Diplomaten Walter Gehlhoff, Eva Lindemann und Brigitte Franke; der Schriftsteller Nicolaus Sombart; der Verleger Jürgen Neven-du Mont; die für die Gewerkschaften bzw. das Auswärtige Amt tätigen Forscher und Publizisten Heinz Markmann und Götz Roth; nicht zuletzt der Politiker Bernhard Vogel. So schrieb zum Beispiel Erich Fromm noch 1955 an Alfred Weber: „Das Studium bei Ihnen war für mich einer der fruchtbarsten Erfahrungen in meinem Leben.“ Gleichzeitig hielt Weber im RIAS und im Süddeutschen Rundfunk politische Vorträge für einen breiteren Hörerkreis.
Rein organisatorisch galt es natürlich als erstes, alle Nationalsozialisten in Heidelberg aus ihren Ämtern zu entfernen. Weber war Mitglied des sogenannten „Dreizehnerausschusses“ Heidelberger Professoren und Dozenten, der nach Schließung der Universität durch die Amerikaner die Entnazifizierung des Lehrkörpers und die geistige und organisatorische Neuordnung der Universität vorbereitete. Speziell sorgte er als stellvertretender Dekan der Staats- und wirtschaftswissenschaftlichen Fakultät für die Neubesetzung der volkswirtschaftlichen Lehrstühle mit demokratischen Wissenschaftlern wie Erich Preiser und Alexander Rüstow. Allerdings konnte er als Emeritus während der Restauration der 1950er Jahre nicht verhindern, dass zwei Altnazis wieder berufen wurden: der NS-Ideologe Johannes Kühn, der 1940 und 1943 Hitlers Krieg verherrlicht hatte, und Helmut Meinhold, ehemaliger Mitarbeiter des Gouverneurs von Polen, Hans Frank, der im Krieg als „Vordenker der Vernichtung“ die Pläne für die Vertreibung der polnischen „Überbevölkerung“ und den Genozid der polnischen Juden konzipiert hatte. Beide vereitelten geschickt Habilitation und Universitätskarriere von Webers begabtesten Schülern, Gräfin Leonore Lichnowsky und Herbert von Borch – Kühn versuchte auch die Promotion von Heinz Markmann zu verhindern – und sorgten dafür, dass damit Webers Schule der Kultursoziologie erneut und diesmal endgültig abgewickelt wurde.  Allerdings trugen auch wissenschaftsimmanente Gründe dazu bei.

#### Für die Wiedervereinigung und Neutralisierung Deutschlands
Am meisten hat sich Weber in der deutschen Frage profiliert. Er gehörte zu den schärfsten Gegnern Adenauers, dessen Politik der Westintegration nach seiner Meinung zur Spaltung Deutschlands führte. Als Alternative propagierte Weber mit einigen Schwankungen in den Jahren 1950–1952 das Projekt eines wiedervereinigten, aber neutralen Deutschlands. Zur Durchsetzung seiner Vorstellungen mobilisierte Weber seine Aktionsgruppe Heidelberg, die im Einklang mit den sowjetischen Vorschlägen von 1947 bis 1949 wiederholt die Errichtung einer neutralen deutschen Regierung forderte. Höhepunkt von Webers Kampagne war die vom Berliner Oberbürgermeister Ferdinand Friedensburg am 9. November 1947 in Berlin-Wannsee organisierte Konferenz, auf der für die bevorstehende Londoner Außenministerkonferenz eine gemeinsame deutsche Plattform in der Frage der Wiedervereinigung gefunden werden sollte. Als Ergebnis formulierte Weber gemeinsam mit Erhard Hübener, dem Ministerpräsidenten von Sachsen-Anhalt, eine Resolution, die von den Alliierten die Wiederherstellung der Einheit Deutschlands, die Aufhebung der Zonengrenzen und die Schaffung von zentralen Verwaltungen verlangte. Sie wurde von über 50 Persönlichkeiten unterzeichnet und sollte in London vorgelegt werden. Diese Initiative scheiterte aber schließlich am Widerstand des SPD-Parteivorstands unter Führung von Kurt Schumacher, der wichtige Unterzeichner zur Rücknahme ihrer Unterschrift zwang.
Webers Kampf gegen Separatfrieden und Spaltung Deutschlands blieb vergeblich, und im Herbst 1949 wurde Deutschland in zwei Staaten geteilt. Im April 1950 wurde die NATO gegründet, und unter dem Eindruck des Koreakrieges sprach sich Weber für eine politische und militärische Integrierung der Bundesrepublik in den Westen aus. Im Jahre 1954 propagierte er erneut eine Wiedervereinigung Deutschlands, vermied aber diesmal den diskreditierten Begriff „Neutralisierung“ und sprach stattdessen von „militärischer Ausklammerung“. Da seine Konzeption recht genau mit den Vorschlägen des sowjetischen Außenministers Wjatscheslaw Molotow auf der Berliner Außenministerkonferenz im Februar 1954 übereinstimmte, wurde sie in der DDR begeistert begrüßt und sogar im Neuen Deutschland veröffentlicht. Nachdem die SPD im Oktober 1954 ebenfalls auf eine neutralistische Konzeption eingeschwenkt war, arbeitete Weber jetzt enger mit ihr zusammen, insbesondere mit dem SPD-Vorsitzenden Erich Ollenhauer und dem Vorstandsmitglied Wilhelm Mellies, die sich oft privat in Heidelberg mit ihm berieten. Da auch die Kommunisten Weber als Verbündeten ansahen, sollte er bei den Bundespräsidentenwahlen im Juli 1954 als Kandidat der Vereinigten Linken aufgestellt werden, aber in der SPD waren die Vorbehalte gegen eine solche Zusammenarbeit mit der KPD zu groß. So wurde er schließlich, allerdings ohne sein Wissen, nur von der KPD als Kandidat aufgestellt und bekam bei der Wahl immerhin zwölf Stimmen. Als Bundeskanzler Konrad Adenauer am 23. Oktober die Pariser Verträge mit der Aufnahme der Bundesrepublik in NATO und WEU unterzeichnete, suchte die SPD durch eine große Kampagne ihre Ratifizierung im Bundestag zu verhindern und lud Weber und andere Persönlichkeiten zu einer großen Kundgebung in der Frankfurter Paulskirche ein. In seiner Ansprache forderte Weber als erster Redner, unbedingt zuerst auf das Verhandlungsangebot der Sowjetunion über die Wiedervereinigung einzugehen und solange die Unterzeichnung der Pariser Verträge auszusetzen. Nach weiteren Reden u. a. Ollenhauers und des Vorsitzenden der Gesamtdeutschen Volkspartei, Gustav Heinemann, unterzeichneten die Kundgebungsteilnehmer am 29. Januar 1955 ein „Deutsches Manifest“, in dem es u. a. hieß: „Die Verständigung über eine Viermächtevereinbarung zur Wiedervereinigung muß vor der militärischen Blockbildung den Vorrang haben.“ Doch die Regierung ließ sich nicht einschüchtern. Einen Monat später, am 27. Februar 1955, ratifizierte die Regierungsmehrheit von CDU/CSU, FDP und DP gegen die Stimmen der SPD die Pariser Verträge. In einem unveröffentlichten Artikel gab Weber Bundeskanzler Adenauer, den er als „rheinischen Separatisten und Klerikalen“ „gehasst [hat] wie die Pest“ die Schuld an der Teilung Deutschlands.

### Die Frau seines Lebens: Else Jaffé-von Richthofen
Alfred Weber lernte Else von Richthofen 1898/1899 in Berlin während seiner Habilitationsvorbereitungen kennen, aber ihr Verhältnis blieb damals rein sachlich. Ende Juli 1900 promovierte Else bei Alfreds Bruder Max in Heidelberg und arbeitete dann bis zu ihrer Heirat mit Edgar Jaffé im November 1902 als Fabrikinspektorin in Karlsruhe. Nach Alfred Webers Berufung nach Heidelberg begann im Dezember 1909 ein Liebesverhältnis zwischen beiden, das sich bald zu einer permanenten Beziehung entwickelte, in der Else seine Geliebte und seine unentbehrliche Muse war. Nach Edgar Jaffés Tod (29. April 1921) war Else bis zu Alfreds Tod am 2. Mai 1958 seine Lebensgefährtin.
Else war von November 1918 bis zu seinem Tod im Juni 1920 auch mit Alfreds Bruder Max liiert. Allerdings hatte Alfred für sie unbedingte Priorität, und Max musste eine sekundäre Rolle, auch in zeitlicher Hinsicht, akzeptieren.

## Werk

### Kultursoziologie
Weber unterteilt die geschichtliche Entwicklung in drei Bereiche: Gesellschaftsprozess, Zivilisationsprozess und Kulturbewegung. Der Gesellschaftsprozess umfasst Staat und Gesellschaft und verläuft in allen Geschichtskörpern in ähnlichen Phasen. Der Zivilisationsprozess manifestiert sich im unaufhaltsamen Fortschritt von Wissenschaft, Technik und Kapitalismus, und entspricht ziemlich genau dem „Rationalisierungsprozess“ Max Webers. Gesellschafts- und Zivilisationsprozess bilden zusammen die „Lebensaggregierung“, auch historisch-soziologische Konstellation genannt. Auf sie trifft die schöpferische Sphäre der Kulturbewegung, die Lebensgefühl oder Habitus repräsentiert. Da aber die Menschen anderer Kulturen ihre eigenen Wahrheiten und Denkmethoden haben, – manche Begriffe wie das indische „Dharma“ oder das deutsche „Gemüt“ sind nicht einmal übersetzbar – werden die wissenschaftlichen, technischen und ökonomisch-sozialen Strukturen kulturell unterschiedlich geprägt. Damit kommen wir zum Hauptthema von Webers Kultursoziologie: „die in der Geschichte vor sich gehende Entfaltung und Umwandlung des Menschenwesens“. Weber untersucht wie Oswald Spengler sowie zuletzt Norbert Elias und Pierre Bourdieu die Veränderung des soziokulturellen Habitus des Menschen in den einzelnen Kulturen und Völkern. Makrohistorisch unterscheidet er vier Menschentypen: Der erste und der zweite Mensch gehören der Prähistorie an, der dritte Mensch ist der um Freiheit und Humanität integrierte Schöpfer der großen Hochkulturen, der „vierte Mensch“ ist der angepasste Funktionär des totalitären Staates. Eine der zentralen Thesen von Webers Kultursoziologie ist dabei die Spannung zwischen Herrschaft und Freiheit in der Geschichte – zwischen der bürokratisch-repressiven Staatsorganisation, wie sie etwa im alten Ägypten oder in Russland besonders ausgeprägt war und zu einer „Metaphysizierung des Staatlichen“ und schließlich zu einer „totalen Lebensbeherrschung“ im totalitären Staat führte, und dem abendländischen „Freiheitswollen“, wie es sich im alten Griechenland, in den mittelalterlichen Stadtstaaten, den Niederlanden, der Schweiz und in England manifestiert hat. In Deutschland konstatiert er die Entwicklung vom freien Deutschen in der Reformation und der städtischen Selbstverwaltung des 16. Jahrhunderts zum wilhelminischen Untertanen und rechtlosen Gefolgsmann des Führers im 20. Jahrhundert.
Mikrohistorisch analysiert er Kunstwerke, d. h. die Leistungen von Künstlern, insbesondere von Schriftstellern, die intuitiv zentrale Aspekte von Kultur und Gesellschaft erkennen und darstellen können, verengt dabei allerdings die Kultur auf den Aspekt der personalen Produktivität. Auch hier gibt es Parallelen mit Pierre Bourdieu, der in der Literatur, etwa in den Romanen Gustave Flauberts, eine tiefere Analyse ihrer Gesellschaft erkennt als in soziologischen Untersuchungen. Allerdings sind Webers Analysen im Detail eher enttäuschend. Wenn man die Weltgeschichte auf 500 Seiten komprimiert, stehen natürlich für einen Philosophen wie Jean-Jacques Rousseau nur zwei Seiten zur Verfügung, zu wenig, um etwas Grundlegendes über ihn zu sagen. In den späteren Bücher wie Das Tragische und die Geschichte und Abschied von der bisherigen Geschichte fügt Weber zu seiner dreiteiligen Analyse noch den metaphysischen Bereich der „Immanenten Transzendenz“ zu, der aber für die Zeitdiagnose selbst ohne Bedeutung ist. Webers Interpretationen der griechischen Epen und Tragödien in Das Tragische und die Geschichte und einiger europäischer Maler von Michelangelo bis Rembrandt, und Dichter von Dante über Shakespeare bis zu Nietzsche im Abschied von der bisherigen Geschichte gleiten in rein literarische Beschreibungen ab. Wenn man aber, wie Volker Kruse vorgeschlagen hat, Webers sozialpolitische Arbeiten seinem kultursoziologischen Werk zuordnet, dann wird die Bilanz seiner Forschung durch diese „Zeitdiagnosen“ erheblich bereichert.

### Volkswirtschaftliche Standorttheorie
Weber reduziert in seinem Standortmodell deduktiv die Standortfaktoren auf die Transportkosten, die Arbeitskosten und die Agglomerationswirkung und unterscheidet sie hinsichtlich:
- ihres Geltungsbereiches in:
  - generelle Standortfaktoren (zum Beispiel das Lohnniveau)
  - spezielle Standortfaktoren (zum Beispiel das Vorkommen bestimmter Bodenschätze)
- ihrer räumlichen Wirkung
  - Agglomerativfaktoren (führen zu einer Konzentration von Unternehmen)
  - Deglomerativfaktoren (führen zu einer Streuung von Unternehmen)
  - Regionalfaktoren (begrenzen Unternehmen auf einen bestimmten geografischen Bereich)
- der Art ihrer Beschaffenheit
  - natürlich-technische Faktoren (zum Beispiel die Bodenbeschaffenheit)
  - gesellschaftlich-strukturelle Faktoren (zum Beispiel die Freizeitgestaltungsmöglichkeiten)

Den optimalen Standort ermittelt Weber dann unter sukzessiver Einbeziehung der drei Ausgangsfaktoren:
- Die Transportkosten berechnen sich aus dem Materialindex (Quotient des Gewichts der Rohstoffe und des fertigen Produktes, siehe Gewichtsverlustmaterial), der Entfernung der Fundorte zum Produktionsort und zum Konsumort. Das bedeutet, dass der günstigste Produktionsort nicht nur in optimaler Entfernung zu den Rohstoffen, sondern auch zum Konsumort gelegen ist.
- Die Arbeitskosten werden dann zum Faktor, wenn das Lohnniveau sich in der Region so unterscheidet, dass die Vorteile des optimalen Transportkostenpunktes durch die Einsparungen am optimalen Arbeitskostenpunkt aufgehoben werden. Dann lohnen sich die längeren Transportkosten durch die niedrigeren Lohnkosten.
- Unternehmen sind aber nicht nur von Arbeit und Rohstoffen abhängig, sondern können auch durch andere Unternehmen in der Umgebung positiv oder negativ beeinflusst werden. Übersteigen die Vorteile durch die Nähe zu anderen Unternehmen die negativen Auswirkungen auf Transport und Lohnkosten, lohnt sich die Ansiedlung im Agglomerationsraum. Sollten aus der Nähe aber Nachteile (Konkurrenz und anderes) entstehen, kann das zu einer Verlagerung des Betriebes führen.

Auf Grund der ausschließlich kostenorientierten Betrachtungsweise, der reduzierten Grundannahmen und der nicht überschneidungsfreien Kategorisierung wird Webers Standortfaktorenmodell häufig kritisiert, gleichwohl wird es als ein Basismodell der Wirtschaftsgeografie auch heute noch als ein Erklärungsansatz für die räumliche Verteilung der Standorte von Industriebetrieben eingesetzt.

### Sozialpolitik
In Promotion und Habilitation untersuchte Weber die Heimarbeit, in der zu der Zeit noch ungefähr 400.000 Menschen, überwiegend Frauen, beschäftigt waren. Er prangerte ihre Verelendung an und schlug bessere Verkehrsverbindungen sowie die Errichtung von günstigen Wohnungen in den Ballungsgebieten vor, damit die Heimarbeiterinnen in Fabriken arbeiten könnten.
In der Folgezeit setzte er sich, oft gemeinsam mit seinem Bruder Max, für weitere sozialpolitische Reformen ein: er unterstützte die Gewerkschaften gegen die von den Unternehmern organisierten „Gelben Gewerkschaften“ und den sogenannten „Arbeitswilligenschutz“, bekämpfte die übermäßige Kartellisierung der deutschen Wirtschaft und verurteilte die politische und ökonomische Machtstellung der preußischen Junker.
In der von ihm initiierten Enquete des Vereins für Sozialpolitik über „Auslese und Anpassung (Berufswahl und Berufsschicksal) der Arbeiterschaft der geschlossenen Großindustrie“ ließ er das Berufsschicksal der Industriearbeiter untersuchen und stellte dabei fest, dass sie nach dem 40. Lebensjahr so verbraucht waren, dass sie entweder nicht mehr arbeiten konnten oder in schlechter bezahlte Tätigkeiten absanken. Aus diesem Grund forderte er eine Zusatzrente für die älteren Arbeiter und regte außerdem an, dass der Mensch bei seiner Arbeit auch seine Persönlichkeit entfalten solle.
In späteren Vorträgen und Veröffentlichungen wies er immer wieder auf die unsichere Existenz insbesondere der un- bzw. angelernten Arbeiter hin, bezeichnete sie als die „prometheischen Sklaven, die der kapitalistische Apparat an dieser Stelle angekettet hat“, und machte daher verschiedene Vorschläge für eine Humanisierung der Arbeitswelt. Zum Beispiel propagierte er 1912 eine Arbeitsplatzrotation, durch die die Arbeit reicher und interessanter würde und die „jugendliche Arbeitskraft nicht als Verwertungs-, sondern als Entfaltungsfaktor“ eine neue Qualität erhalten würde. 1974 wurde diese Anregung in dem vom sozialdemokratischen Bundesforschungsminister Hans Matthöfer initiierten Projekt „Forschung zur Humanisierung des Arbeitslebens“ wieder aufgegriffen.

### Von der Bürokratie zur „Soziologie der Freiheit“
1909 setzte Weber auf einer Tagung des Vereins für Sozialpolitik eine heftige Diskussion über die psychologischen Konsequenzen der Bürokratisierung in Deutschland in Gang. Er warnte vor der „Absorption der Persönlichkeit“ durch den bürokratischen Apparat, der „jede selbständige geistige Regung so weitgehend zu ersticken droht“ und einen neuen Menschentyp schafft: „Deutsch und treu und pensionsberechtigt“. 1910 konstatierte er in seinem Artikel „Der Beamte“ die „Verwandtschaft zwischen der so großen Schwerbeweglichkeit unseres Fühlens und der fühllosen Bewegungslosigkeit des Apparats“ und verlangte: „Wir sollen suchen, uns vor dem Apparat als Menschen, als Personen, als lebendige Kraft zu retten.“
Dieser Artikel in der einflussreichen Neuen Rundschau verschaffte den Ideen Alfred Webers eine breite Resonanz. Vor allem hat Franz Kafka, der Weber noch aus seiner Promotion in Prag kannte, diesen Artikel genau gelesen, denn seine Erzählung „In der Strafkolonie“ ist auf das engste ideell und auf weiten Strecken sogar stilistisch davon abhängig. Noch in seinen späteren Hauptwerken Das Schloß und Der Prozeß finden sich Anklänge an Webers Artikel „Der Beamte“.
Zur Abhilfe schlug er nicht nur den Beamten, sondern auch den leitenden Angestellten der Unternehmen vor, ihren Beruf nur als „Unterlage unseres Lebens, nicht als Ziel“ zu empfinden, die „Entfaltung der Person im Beruf“ anzustreben und den Schwerpunkt ihrer Existenz in die Freizeit zu verlegen. Auf diese Weise könnten sie den modernen Berufsgedanken überwinden, der aus der innerweltlichen Askese des Puritanertums entstanden war.
Organisatorisch regte er an, die Beamten nicht durch die Politiker, sondern durch paritätische Anstellungsämter zu ernennen, die eine Mitbestimmung der Beamten ermöglichen würden. Drei Jahre später forderte er einen „Genossenschaftsaufbau“ der Verwaltung mit demokratischer Selbstergänzung und Kontrolle, die den Beamten vor willkürlichen Maßnahmen schützen würden.
Nach den Erfahrungen mit der Persönlichkeitsauflösung des nationalsozialistischen und des bolschewistischen Beamtentums verschärfte Weber seine Kritik an der Bürokratie und bezeichnete sie als eine der größten Gefahren seiner Zeit. Er warnte vor dem sog. „Vierten Menschen“, der in der Verwaltung als „Roboter einer bürokratisch-autokratischen Terrormaschine“ und Schreibtischtäter des totalitären Staates unmenschliche Befehle ausführt oder in der Wirtschaft als effizienter Technokrat der „Managerial Revolution“ die Umwelt ruiniert und Tausende Arbeiter auf die Straße setzt. Um eine Wiederholung nationalsozialistischer Verbrechen zu verhindern, sollten die Beamten nach demokratischen Prinzipien ausgebildet und zum Widerstand gegen unmenschliche Befehle verpflichtet werden. Außerdem drängte er auf eine drastische Reduzierung der Zahl der Beamten, die nach dem „Gesetz der wachsenden Staatsausgaben“ (Adolf Wagner) von 1882 bis 1939 von 1,2 auf 6,4 Millionen überproportional zugenommen haben und durch diese Überbürokratisierung effiziente Leistungen oder gar Reformen in Verwaltung und Wirtschaft hemmten.
Es ging aber Weber nicht nur um den Beamten, sondern um den Menschen allgemein, der „als ein zur Freiheit bestimmtes Wesen“ nicht nur von der Bevormundung der Bürokratie, sondern so weit wie möglich von den ökonomischen, sozialen und politischen Zwängen des modernen Lebens befreit werden sollte. Der an der abendländischen Tradition von Menschlichkeit und Freiheit orientierte „Dritte Mensch“, wie er am besten in den USA ausgeprägt ist, sollte sich auch in Deutschland wieder durchsetzen. Wie eine quantitative „keyword content analysis“ von zwei repräsentativen Texten Webers zeigte, herrschen bei ihm freiheitliche Kategorien wie Demokratie (33mal), Freiheit (46), Geist (50) Individualismus (15), Selbstbestimmung (14), Leben (49) vor, während machtbestimmte Aspekte wie Macht (16mal), Gewalt (13) und Herrschaft (11) zurücktreten. In seiner „Soziologie der Freiheit“, wie Arnold Bergstraesser sie nannte, verband Weber das liberale Postulat der Freiheit des Menschen gegenüber dem Staat mit dem idealistischen Moment der Selbstverwirklichung der Persönlichkeit in der Kreativität und berief sich nicht zuletzt auf die Lebensphilosophie des französischen Philosophen Henri Bergson, der den Vorrang des Lebendigen, des „élan vital“ und der schöpferischen Entwicklung gegenüber den Objektivationen des Zivilisationsprozesses (in Max Webers Terminologie: des Rationalisierungsprozesses) auf den Gebieten von Staat und Wirtschaft verlangte.

### Unegalitäre Demokratie
Bereits 1911 unterschied Weber im kulturellen wie im politischen Bereich zwischen Führern und Geführten, zwischen den großen Individuen und den Massen. In einem Vortrag über die „Geistigen Führer“ von 1917 erklärte er, dass „jedes politische Handeln zwangsläufig durch ‚Führen’ und ‚Geführtwerden’ bedingt ist“ und dass das Wesen der Demokratie in einer Auslese der Führer und ihrem Verhältnis zu den Massen bestehe. Dabei sollte das Parlament zu einem „Ausleseapparat für die Regierenden“ werden, was schließlich in der Weimarer Republik verwirklicht wurde. Um nun die parlamentarische Demokratie von Weimar gegen den Angriff antidemokratischer Kräfte, aber auch gegen die radikale Demokratiekonzeption mit ihrer Identität von Regierenden und Regierten zu verteidigen, wie sie u. a. Carl Schmitt vertrat, propagierte er 1925 in seinem Buch Die Krise des modernen Staatsgedankens in Europa die „Unegalitäre Führerdemokratie“ als eine „Synthese zwischen dem geistig inhärenten Freiheitsbewußtsein der Massen […] und der Notwendigkeit der Unterordnung unter eine überragende Führung“. Es handelte sich um eine „oligarchische Massenorganisation auf demokratischer Basis“, in der die Führer alle Entscheidungen treffen, aber durch eine „demokratische Revision des Vertrauens“ kontrolliert werden. Die Führer sollten auch durch ihre geistige Überlegenheit und starke Persönlichkeit versuchen, die Massen in ihrem Sinne zu beeinflussen und so ihrer notorischen Inkompetenz zu steuern. Die Massen sollten durch demokratische Abstimmungen die Macht der Parteiapparate begrenzen und die Führer wählen. Allerdings wird die politische Willensbildung auch durch die wirtschaftlichen Interessengruppen bestimmt, wofür er konkrete Beispiele etwa aus Frankreich anführt.
Webers Theorie ist an dem angelsächsischen Konzept der repräsentativen Demokratie orientiert, das in der Tat nur eine Konkurrenz von Führungsgruppen vorsieht, zwischen denen der Wähler alle vier Jahre entscheidet und denen er zwischen den Wahlen im Allgemeinen mehr oder weniger freie Hand lässt. Joseph A. Schumpeter wird im Jahre 1942 dieser Demokratiekonzeption die klassische Formulierung geben aber es waren Alfred und seine Kollegen vom Weimarer Kreis republikanischer Hochschullehrer, die sie schon in den zwanziger Jahren propagiert haben. Folgerichtig schlug Weber nach 1945 die Schaffung einer parlamentarischen Demokratie mit Mehrheitswahlrecht nach englischem Muster vor und lehnte nach den Erfahrungen in der Weimarer Republik eine Wahl des Staatspräsidenten durch das Volk scharf ab.

### Freier Sozialismus
Im wirtschaftlichen Bereich propagierte Weber einen dritten Weg zwischen Kapitalismus und Sozialismus, den er zunächst „Freier Sozialismus“, später „Sozialistische Marktwirtschaft“ nannte. Danach sollten alle großen Unternehmen und Banken in öffentlich-rechtliche Korporationen etwa nach dem Vorbild der Firma Zeiss um 1900 umgewandelt werden, die bestimmte Auflagen zu erfüllen hätten (Verwendung der Gewinne, Art und Umfang der Investitionen, Höhe der Direktorengehälter) und die von Wirtschaftssenaten der Gerichte kontrolliert würden. Die Arbeiter hätten Recht auf einen gesetzlich fixierten Mindestlohn, auf freie Tarifverträge sowie auf eine Gewinnbeteiligung. Der freie Markt, der Konkurrenz und eine Preisregulierung durch Angebot und Nachfrage erlaubt, sollte aber beibehalten werden. Für die Landwirtschaft schlug Weber eine genossenschaftliche Produktions- und Absatzorganisation vor.
Die paritätische Mitbestimmung der Arbeiter war dabei für ihn von zentraler Bedeutung. Sie war 1947 von den britischen Militärbehörden im Bereich der Montanindustrie eingeführt worden, und als die Gewerkschaften 1952 diese Regelung auf alle Großbetriebe übertragen und diese Forderung durch Demonstrationen und politische Streiks durchsetzen wollten, wurden sie von Weber unter Hinweis auf ihr politisches Mandat unterstützt. Nach Weber sollen die Gewerkschaften durch die erweiterte Mitbestimmung der Arbeiter ihre demokratische Integration fördern und so „aus Wirtschaftsuntertanen Wirtschaftsbürger machen.“ Allerdings hatte Webers „Freier Sozialismus“ keine Chance gegenüber der sehr erfolgreichen „Sozialen Marktwirtschaft“ Ludwig Erhards, und das im Juli 1952 vom Bundestag gegen die Stimmen von SPD und KPD beschlossene Betriebsverfassungsgesetz stellte gegenüber dem Montanmodell einen erheblichen Rückschritt dar.
Bei seinen ökonomischen Überlegungen beschäftigte sich Weber als einziger deutscher Nationalökonom auch mit anderen Gefahren, die die Menschheit bedrohen. So wies er bereits im Jahre 1950, 22 Jahre vor dem berühmten Bericht des „Club of Rome“, auf die rücksichtslose Rohstoffausbeutung und die unkontrollierte Vermehrung der Menschen hin und regte Geburtenbeschränkungen sowie die Errichtung einer übernationalen Behörde an, die sich um diese Probleme kümmern sollte. Ferner warnte er vor einer durch Klimaveränderung bewirkte riesige Wanderungsbewegung nach Westeuropa. Allerdings hatte er in der Zeit des Wirtschaftswunders kaum Widerhall.

### Die wirtschaftliche Integration Europas
Weber war davon überzeugt, dass die ökonomischen Gesetze der von ihm analysierten Standortlehre unaufhaltsam zu größeren ökonomischen Zusammenschlüssen zwingen würden. Daher war er einer der ersten Nationalökonomen, der immer wieder einen wirtschaftlichen Zusammenschluss Europas propagierte. Bereits 1902 befürwortete er eine Zollunion zwischen Deutschland und Österreich-Ungarn, der sich später andere mitteleuropäische Länder anschließen könnten. Gleichzeitig wandte er sich gegen die imperialistische Forderung nach deutscher Weltmachtpolitik, sprich Ausdehnung des ökonomischen Machtbereichs Deutschlands, etwa durch kolonialistische Erwerbungen, wie sie sein Bruder Max Weber vertrat. Er wies nach, dass sich die Exporte Deutschlands in die Kolonien Frankreichs, Portugals und der USA (früher Spaniens) trotz zollpolitischer Behinderungen in zehn Jahren mehr als verdoppelt hatten. Im Ersten Weltkrieg standen seine Vorschläge unter dem Einfluss der imperialistischen „Mitteleuropakonzeption“, die eine Vormachtstellung des Deutschen Reiches vorsahen. 1926 propagierte er eine komplizierte Version der europäischen Zollunion mit offenem Freihandel nach außen, die er von 1929 bis 1936 mit zahlreichen Mitarbeitern in seinem von der Rockefeller-Stiftung finanzierten Forschungsprogramm zu einer wirtschaftlichen Integration Europas erweiterte. 1946 schlug er vor, das Ruhrgebiet mit den industriellen Teilen Englands, der Niederlande, Belgiens, Ostfrankreichs, Norditaliens, Österreichs, der Tschechoslowakei und der Schweiz zu einem industriellen Kerneuropa zu vereinigen, an das sich die Agrar- und Rohstoffringe Randeuropas anschließen sollten. Diese europäische Föderation würde sich zum dritten großen Industriezentrum der Erde neben den USA und der Sowjetunion entwickeln. Weber nahm hier einen wirtschaftlichen Zusammenschluss Europas vorweg, wie er einige Jahre später mit der Europäischen Gemeinschaft für Kohle und Stahl (Montanunion) und dann mit der Europäischen Wirtschaftsgemeinschaft (EWG) in der Tat realisiert wurde. Allerdings fürchtete Weber, dass durch die Aufnahme Deutschlands in die EWG eine künftige Wiedervereinigung präjudiziert würde.

## Ehrungen und Auszeichnungen
- Ritterkreuz 1. Klasse des Ordens vom Zähringer Löwen (1914)
- Eisernes Kreuz 2. Kl. (1914)
- Geheimer Hofrat (1917)
- Mitglied der Heidelberger Akademie der Wissenschaften (1926–1927)
- Mitglied der Deutschen Akademie der Wissenschaften (1947–1950)
- Ehrensenator der Universität Heidelberg (1948)
- Mitglied der Bayerischen Akademie der Wissenschaften (1948)
- Ehrenmitglied der Deutschen Akademie für Sprache und Dichtung (1951)
- Ehrenpräsident der Deutschen Vereinigung der Wissenschaft von der Politik (1951)
- Dr. h.c. Universität Basel (1953)
- Orden „Pour le mérite“ Friedensklasse (1954)
- Mitglied der American Academy of Arts and Sciences (1955)
- Hansischer Goethepreis (1957)
- Gedenktafeln am ehemaligen Geburtshaus, Juri-Gagarin-Ring 10 in Erfurt und am ehemaligen Wohnhaus, Bachstr. 30 in Heidelberg
- Alfred Weber-Platz in Erfurt
- Alfred Weber-Institut für Wirtschaftswissenschaften der Universität Heidelberg

## Schriften

### Gesamtausgabe
- Alfred Weber: Gesamtausgabe in 10 Bänden. Metropolis-Verlag, Marburg 1997–2003, ISBN 3-89518-100-5.
  - Band 1: Kulturgeschichte als Kultursoziologie (1935/1950). Hrsg. von Eberhard Demm. Metropolis-Verlag, Marburg 1997, ISBN 3-89518-101-3.
  - Band 2: Das Tragische und die Geschichte (1943). Hrsg. von Richard Bräu. Metropolis-Verlag, Marburg 1998, ISBN 3-89518-102-1.
  - Band 3: Abschied von der bisherigen Geschichte (1946) / Der Dritte oder der Vierte Mensch (1953). Hrsg. von Richard Bräu. Metropolis-Verlag, Marburg 1997, ISBN 3-89518-103-X.
  - Band 4: Einführung in die Soziologie. (1955), hrsg. von Hans G. Nutzinger. Metropolis-Verlag, Marburg 1997, ISBN 3-89518-104-8.
  - Band 5: Schriften zur Wirtschafts- und Sozialpolitik (1897–1932). Hrsg. von Hans G. Nutzinger. Metropolis-Verlag, Marburg 2000, ISBN 3-89518-105-6.
  - Band 6: Schriften zur industriellen Standortlehre. Hrsg. von Hans G. Nutzinger. Metropolis-Verlag, Marburg 1998, ISBN 3-89518-106-4.
  - Band 7: Politische Theorie und Tagespolitik (1903–1933). Hrsg. von Eberhard Demm. Metropolis-Verlag, Marburg 1997, ISBN 3-89518-107-2.
  - Band 8: Schriften zur Kultur- und Geschichtssoziologie (1906–1958). Hrsg. von Richard Bräu. Metropolis-Verlag, Marburg 2000, ISBN 3-89518-108-0.
  - Band 9: Politik im Nachkriegsdeutschland. Hrsg. von Eberhard Demm. Metropolis-Verlag, Marburg 2001, ISBN 3-89518-109-9.
  - Band 10: Ausgewählter Briefwechsel. Hrsg. von Eberhard Demm und Hartmut Soell [2 Halbbände]. Metropolis-Verlag, Marburg 2003, ISBN 3-89518-110-2.

### Einzelveröffentlichungen (Auswahl)

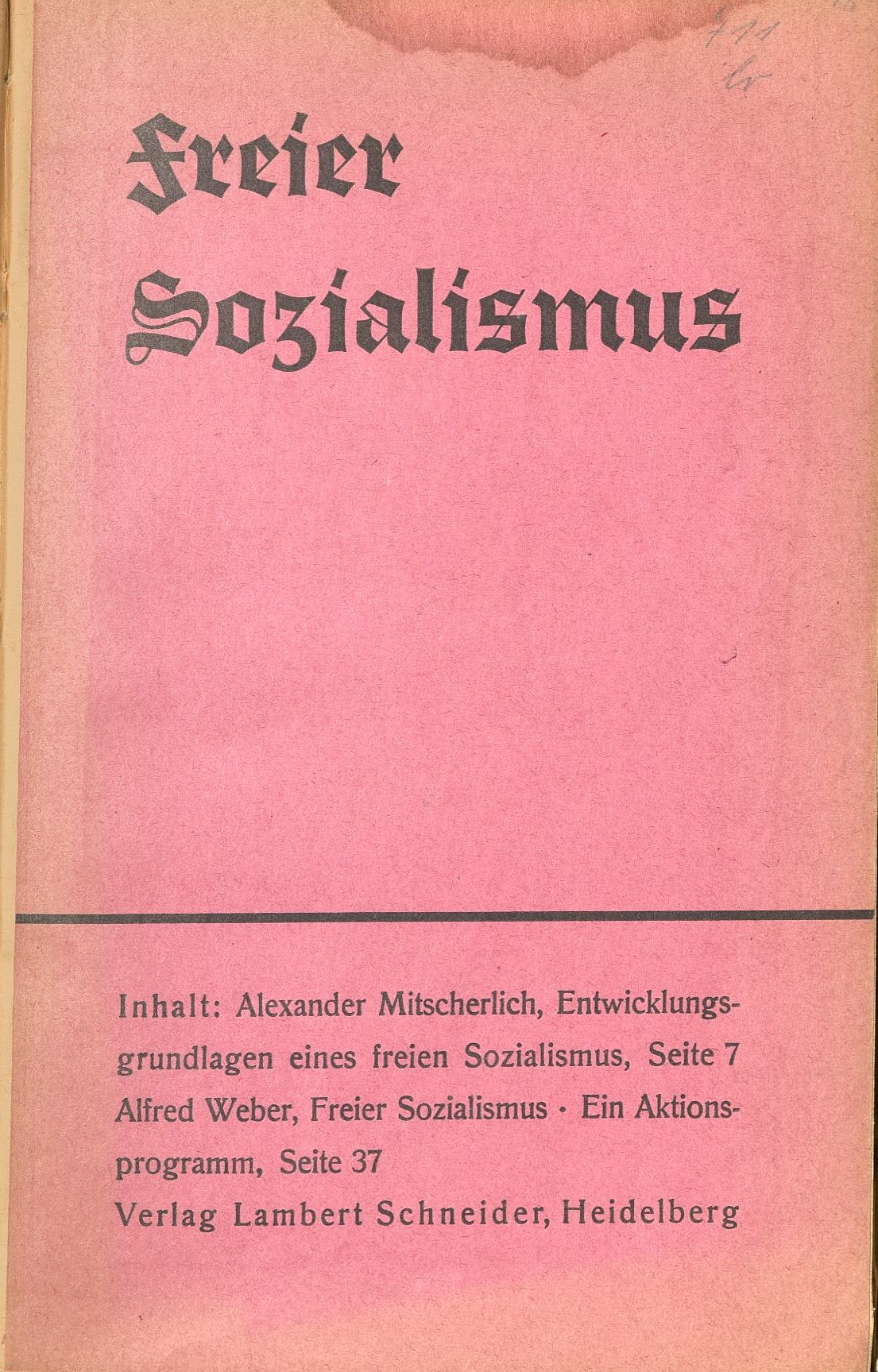
Freier Sozialismus (1946)

- Ueber den Standort der Industrien. Band 1: Reine Theorie des Standorts. Mohr, Tübingen 1909 ²1922 (russ. 1926, engl. 1929, ²1957).
- Religion und Kultur. Diederichs, Jena 1912.
- Die Krise des modernen Staatsgedankens in Europa. Dt. Verlags-Anstalt, Stuttgart u. a. 1925 (span. 1932).
- Kulturgeschichte als Kultursoziologie. Sijthoff, Leiden 1935 (span.-mex. 1941, ²1948). 2. erweiterte Auflage Piper, München 1950/1951, ³1960, 41963 (ital. 1983).
- Das Tragische und die Geschichte. Goverts, Hamburg 1943, Piper, München ²1959.
- Abschied von der bisherigen Geschichte. Überwindung des Nihilismus? Francke, Bern 1946 (engl. 1947, 1948, russ. 1999).
- (zusammen mit Alexander Mitscherlich): Freier Sozialismus. Lambert Schneider, Heidelberg 1946.
- Prinzipien der Geschichts- und Kultursoziologie, Piper, München 1951.
- Der dritte oder vierte Mensch. Vom Sinn des geschichtlichen Daseins. Piper, München 1953, ²1963 (engl. 1947, russ. 1999).
- (zusammen mit Herbert von Borch et al.) Einführung in die Soziologie. Piper, München 1955.
- Haben wir Deutschen nach 1945 versagt? Politische Schriften. Hrsg. von Christa Dericum, Piper, München 1979, Fischer, Frankfurt am Main 1982.

### Rezeption in der Belletristik
- Max Brod: Jugend im Nebel. Eckart, Witten und Berlin 1959, S. 54–68 (Professor Westertag).
- David H. Lawrence: Mr. Noon. Cambridge University Press, Cambridge 1984, S. 113–117 (Professor Sartorius).

### Bibliografien
- Josef Kepeszcuk: Alfred Weber. Schriften und Aufsätze 1897–1955. Bibliographie. Piper, München 1956.
- Eberhard Demm: Ergänzungsbibliographie der Schriften Alfred Webers. In: Alfred Weber als Politiker und Gelehrter. Herausgegeben von Eberhard Demm. Franz Steiner, Stuttgart 1986, S. 205–218.

### Biografien
- Eberhard Demm: Ein Liberaler in Kaiserreich und Republik. Der politische Weg Alfred Webers bis 1920. (= Schriften des Bundesarchivs, Bd. 38), Boldt-Verlag, Boppard am Rhein 1990.
- Eberhard Demm: Von der Weimarer Republik zur Bundesrepublik. Der politische Weg Alfred Webers 1920–1958. (= Schriften des Bundesarchivs, Bd. 51), Droste-Verlag, Düsseldorf 1999.
- Eberhard Demm: Alfred Weber (1868–1958): Machtkapital, Netzwerke und Lebensstil, in: Akademische Lebenswelten. Habitus und Sozialprofil von Gelehrten im 19. und 20. Jahrhundert. Herausgegeben von Eberhard Demm und Jarosław Suchoples. Peter Lang, Frankfurt am Main 2011, S. 105–136.

### Lexika-Einträge
- Edgar Salin: Weber, Alfred. In: International Encyclopedia of the Social Sciences. Band 16, 1968, S. 491–493.
- Arnold Bergstraesser: Alfred Weber. In: Handwörterbuch der Sozialwissenschaften. Band 11, 1961, S. 554–556.
- G. Eisermann: Weber, Alfred:. In: Internationales Soziologenlexikon. Band 1, 1980, S. 483–484.
- Horst Reimann: Alfred Weber. In: Badische Biographien. NF 1 (1989), S. 263.
- Harm G. Schröter: Weber, Alfred. In: Deutsche Biographische Enzyklopädie. Band 10, 2001, S. 349.
- Eberhard Demm: Alfred Weber. In: Handbuch der Politischen Philosophie und Sozialphilosophie. hrsg. von Stefan Gosepath, Wilfried Hinsch und Beate Rössler. Berlin 2008, Bd. 2, S. 1461–1462.
- Eberhard Demm: Alfred Weber und sein Schülerkreis. In: Wissenschaftsatlas der Universität Heidelberg. hrsg. von Peter Meusburger und Thomas Schuch. Knittlingen 2011, S. 114–115.
- Eberhard Demm: Alfred Weber. In: Neue Deutsche Biographie. Bd. 27, Berlin 2020, S. 479–481.

### Erinnerungen von Zeitgenossen
- Alfred Weber zum Gedächtnis. Selbstzeugnisse und Erinnerungen von Zeitgenossen. Herausgegeben von Eberhard Demm. Peter Lang-Verlag, Frankfurt am Main 2000.

### Ausstellungskataloge
- Geist und Politik. Der Heidelberger Gelehrtenpolitiker Alfred Weber 1868–1958. Katalog zur Ausstellung im Universitätsmuseum Heidelberg. Bearbeitet von Eberhard Demm. Verlag regionalkultur, Heidelberg 2003, ISBN 3-89735-254-0.

### Sonstige Literatur
- Reinhard Blomert et al. (Hrsg.): Heidelberger Sozial- und Staatswissenschaften. Das Institut für Staats- und Sozialwissenschaften zwischen 1918 und 1958. Metropolis, Marburg 1997.
- Reinhard Blomert: Intellektuelle im Aufbruch. Karl Mannheim, Alfred Weber, Norbert Elias und die Heidelberger Sozialwissenschaften der Zwischenkriegszeit. Carl Hanser Verlag, München 1999.
- Eberhard Demm (Hrsg.): Alfred Weber als Politiker und Gelehrter. Die Referate des ersten Alfred Weber-Kongresses in Heidelberg. Franz Steiner-Verlag, Stuttgart 1986.
- Eberhard Demm: Geist und Politik im 20. Jahrhundert. Gesammelte Aufsätze zu Alfred Weber. Peter Lang-Verlag, Frankfurt am Main 2000.
- Eberhard Demm (Hrsg.): Soziologie, Politik und Kultur. Von Alfred Weber zur Frankfurter Schule. Peter Lang-Verlag, Frankfurt am Main 2003.
- Eberhard Demm: Else Jaffé-von Richthofen. Erfülltes Leben zwischen Max und Alfred Weber. Droste, Düsseldorf 2014.
- Eberhard Demm: Max and Alfred Weber and their female entourage. In: Max Weber Studies. 17, 2017, H. 1, S. 64–91.
- Eberhard Demm: Max and Alfred Weber I: University- and Social Policy. In: Max Weber Studies. 21, 2021, H. 1, S. 85–123.
- Eberhard Demm: Max and Alfred Weber II: From Führerdemokratie to Führernation. A Comparative Synthesis of Their Political Sociology. In: Max Weber Studies. 22, 2022, H. 1, S. 13–54.
- Eberhard Demm: Sozialpolitik, Führerdemokratie und Führernation. Max und Alfred Weber zwischen Kooperation und Konflikt. In: Zyklos. Jahrbuch für Theorie und Geschichte der Soziologie. Band 7, 2022, S. 277–359.
- Roland Eckert: Kultur, Zivilisation und Gesellschaft. Die Geschichtstheorie Alfred Webers. Mohr, Tübingen 1970.
- Volker Kruse: Soziologie und “Gegenwartskrise”. Die Zeitdiagnosen Franz Oppenheimers und Alfred Webers. Ein Beitrag zur historischen Soziologie der Weimarer Republik. Deutscher Universitätsverlag, Wiesbaden 1990.
- Colin Loader: Alfred Weber and the Crisis of Culture, 1890–1933. Palgrave Macmillan, Basingstoke 2012, ISBN 978-1-349-44074-0, ISBN 978-1-137-03115-0.
- Hans G. Nutzinger (Hrsg.): Zwischen Nationalökonomie und Universalgeschichte. Alfred Webers Entwurf einer umfassenden Sozialwissenschaft in heutiger Sicht. Metropolis Verlag, Marburg 1995.
- T. A. Parton, J. J. Černyj: Čelovek v potoke istorii; vvedenie v sociologiju kul’tury Alfreda Vebera [Der Mensch im Strom der Geschichte; Einführung in die Kultursoziologie Alfred Webers]. Nauka, Moskau 2006.
- Giovanna Sarti: Alfred Weber. Economia politica, sociologia della cultura e filosofia della storia. Olschki, Florenz 1999.
- Nicolaus Sombart: Rendezvous mit dem Weltgeist. Heidelberger Reminiszenzen 1945–51. Frankfurt am Main 2000.
- Franz Vasoldt: Die Webersche Standortstheorie im Lichte ihrer Kritiken. Ebering, Berlin 1937.

### Nachlass
- Bundesarchiv 1197
- Universitätsbibliothek Heidelberg: Heid. Hs. 4069
- Alfred-Weber-Institut. Heidelberg: Sondermagazin: Alfred Weber Archiv